# Barranc de Gramenet
El Barranc de Gramenet, és un dels barrancs del terme de la Torre de Cabdella, dins de l'antic terme de Mont-ros.
Neix per la unió del barranc del Bosc i el barranc del Ban, just al sud de Gramenet i de la Plana de Mont-ros, fins que s'aboca en el Flamisell al sud-oest del darrer dels pobles esmentats.